# Batrina
Batrina är en ort i Kroatien.   Den ligger i länet Brod-Posavina, i den östra delen av landet, 150 km sydost om huvudstaden Zagreb. Batrina ligger 102 meter över havet och antalet invånare är 1 101.
Terrängen runt Batrina är varierad. Runt Batrina är det ganska glesbefolkat, med 35 invånare per kvadratkilometer. Närmaste större samhälle är Požega, 16,8 km norr om Batrina. Trakten runt Batrina består till största delen av jordbruksmark.